# Lista de prefeitos de Bom Jesus (Paraíba)
Esta é a lista de prefeitos do município de Bom Jesus, estado brasileiro da Paraíba.
| Nº | Nome                                                  | Imagem                         | Partido                                      | Início do mandato       | Fim do mandato                          | Observações                           |
| 1  | Júlio Maria Bandeira de Mello, Dr. Júlio              |                                | Partido Democrata Cristão PDC                | 5 de novembro de 1963   | 30 de janeiro de 1969                   | Prefeito eleito em sufrágio universal |
| 2  | Francisco Nairton Claudino, Nairton Claudino          |                                | Aliança Renovadora Nacional ARENA            | 31 de janeiro de 1969   | 30 de janeiro de 1973                   | Prefeito eleito em sufrágio universal |
| 3  | José Genival de Brito, Genival Brito                  |                                | Aliança Renovadora Nacional ARENA            | 31 de janeiro de 1973   | 31 de janeiro de 1977                   | Prefeito eleito em sufrágio universal |
| 4  | José Gonçalves Moreira, Zé Gonçalves                  |                                | Aliança Renovadora Nacional ARENA            | 1° de fevereiro de 1977 | 31 de janeiro de 1983                   | Prefeito eleito em sufrágio universal |
| 5  | José de Brito Irmão, Zuza Brito                       |                                | Partido Democrático Social PDS               | 1° de fevereiro de 1983 | 31 de dezembro de 1988                  | Prefeito eleito em sufrágio universal |
| 6  | José Gonçalves Moreira, Zé Gonçalves                  |                                | Partido da Frente Liberal PFL                | 1º de janeiro de 1989   | 31 de dezembro de 1992                  | Prefeito eleito em sufrágio universal |
| 7  | Evandro Gonçalves de Brito, Nenenzinho                |                                | Partido da Frente Liberal PFL                | 1º de janeiro de 1993   | 31 de dezembro de 1996                  | Prefeito eleito em sufrágio universal |
| 8  | Auremar Lima Moreira, Auremar                         |                                | Partido da Frente Liberal PFL                | 1º de janeiro de 1997   | 31 de dezembro de 2000                  | Prefeito eleito em sufrágio universal |
| 9  | Evandro Gonçalves de Brito, Nenenzinho                |                                | Partido Trabalhista Brasileiro PTB           | 1º de janeiro de 2001   | 31 de dezembro de 2004                  | Prefeito eleito em sufrágio universal |
| 9  | Evandro Gonçalves de Brito, Nenenzinho                | Partido Verde PV               | 1º de janeiro de 2005                        | 31 de dezembro de 2008  | Prefeito reeleito em sufrágio universal |                                       |
| 10 | Manoel Dantas Venceslau, Manel Dantas                 |                                | Partido Trabalhista Brasileiro PTB           | 1º de janeiro de 2009   | 31 de dezembro de 2012                  | Prefeito eleito em sufrágio universal |
| 11 | Roberto Bandeira de Melo Barbosa, Roberto Bayma       |                                | Partido da Social Democracia Brasileira PSDB | 1º de janeiro de 2013   | 31 de dezembro de 2016                  | Prefeito eleito em sufrágio universal |
| 11 | Roberto Bandeira de Melo Barbosa, Roberto Bayma       | Partido Social Democrático PSD | 1º de janeiro de 2017                        | 31 de dezembro de 2020  | Prefeito reeleito em sufrágio universal |                                       |
| 12 | Denise Bandeira de Melo Barbosa Pereira, Denise Bayma |                                | Progressistas PP                             | 1° de Janeiro de 2021   | 31 de Dezembro de 2024                  | Prefeita eleita                       |
| 12 | Denise Bandeira de Melo Barbosa Pereira, Denise Bayma | 1° de janeiro de 2025          | Progressistas PP                             | Atualidade              | Prefeita reeleita em sufrágio universal |                                       |